# 신용불량
신용불량(信用不良)은 채무미상환 및 체납으로 발생하는 사항이다.
이렇게 해서 신용불량에 해당하는 사람은 신용불량자(信用不良者)라고 한다. 일반적으로 금융권에서는 30만 원 이상의 금액을 3개월 이상 연체한 자를 말한다. 30만 원 이하더라도 3건 이상의 연체가 있다면 신용불량자로 본다.

## 신용불량이 되는 경우

### 채무 미상환으로 신용불량이 되는 경우
- 30만 원 이상의 대출금을 3개월 이상 연체[1](분할상환방식의 개인 주택자금대출금은 9개월 이상 연체)한 경우.
- 5만 원 이상의 신용카드대금, 카드론, 할부금융대금을 3개월 이상 연체한 경우.
- 가계수표, 당좌수표, 약속어음을 부도낸 경우.

### 체납으로 신용불량이 되는 경우
- 500만 원 이상 국세, 지방세를 1년 이상 체납하거나 1년에 3회 이상 체납하는 경우.

## 신용불량자가 되면
금융권으로의 신규대출이 불가해지며, 사용중이던 모든 카드가 정지된다. 또한 모든 금융권의 대출을 일시 상환할 것을 요구받는다.
신용 불량자가 되면 해당 연체금액을 모두 갚아 신용불량정보가 해제되더라도 은행연합회 관련채무는 최장 5년 이상까지, 그 이외의 사적인 채무는 최장 3년까지 그 기록이 보존된다. 다만 등록된 지 90일 이내에 해제하거나 등록금액이 1,000만 원(신용카드, 할부대금, 카드론은 200만 원 이하) 이하이면 해제와 동시에 삭제된다. 이외의 경우에는 신용불량자였던 기록이 1-2년 정도 남게 되어 대출할 때 비신용불량자에 비해 더 높은 이자를 지불해야 한다.
신용불량자가 될 위기에 있거나 되면 신용회복위원회에 도움을 요청할 수 있다.